# Dimensional Fund Advisors
Die Firma Dimensional Fund Advisors L.P. (abgekürzt als Dimensional, DFA) ist eine private Investmentfirma mit Hauptsitz in Austin, Texas, USA, und Niederlassungen in Kanada, Großbritannien, Deutschland, den Niederlanden, Australien, Singapur und Japan. 

## Unternehmen
Das Unternehmen wurde 1981 von David G. Booth und Rex Sinquefield, beide Absolventen der School of Business der University of Chicago (heute Booth School of Business), gegründet. Das Unternehmen bietet rund hundert Investmentfonds für Aktien und festverzinsliche Wertpapiere an.
Dimensional verwaltete zum 30. Juni 2019 Vermögenswerte in Höhe von 586 Mrd. USD. Institutionelle Anleger können direkt oder über ihren Berater auf Dimensional-Fonds zugreifen, Privatanleger können über Finanzfachleute oder über ihre Altersvorsorgepläne oder über bestimmte Sparpläne für 529 Hochschulen auf Dimensional-Fonds zugreifen. Das Unternehmen gehört seinen Mitarbeitern, Vorstandsmitgliedern und externen Investoren, zu denen auch Arnold Schwarzenegger zählte.
Am 6. November 2008 kündigte die Graduate School of Business der University of Chicago ein 300-Millionen-Dollar-Geschenk von David Booth in Form von Bargeld und Einnahmen aus dem Dimensional Stock an. Die Schule wurde in University of Chicago Booth School of Business umbenannt.
Am 2. Dezember 2009 gab Dimensional die Übernahme von SmartNest bekannt, einem Unternehmen für Computersoftware zur Altersvorsorge. Die von SmartNest angebotene Technologie wurde von Robert C. Merton entwickelt, der das Board des Unternehmens nach dem Kauf verließ, um Resident Scientist zu werden.